# اتفاقية المعابر بين إسرائيل والسلطة الفلسطينية 2005
اتفاقية المعابر بين إسرائيل والسلطة الفلسطينية 2005 أو كما تعرف باسم اتفاقية حركة التنقل والوصول هي اتفاقية بين إسرائيل والسلطة الفلسطينية تم توقيعها في 15 نوفمبر 2005 بهدف تحسين تنقل الفلسطينيين ونشاطهم الاقتصادي داخل الأراضي الفلسطينية، وفتح الحدود بين مصر وغزة.

## الخلفية والأغراض
في أعقاب الانتفاضة الثانية التي بدأت في عام 2000 ، فرضت إسرائيل قيودا كبيرة على حرية تنقل الفلسطينيين داخل الأراضي الفلسطينية وبينها وباقي العالم. أبرم الطرفان "اتفاقية الحركة والوصول": اتفاقية لتسهيل حركة الناس والبضائع داخل الأراضي الفلسطينية وفتح معبر دولي على غزة مع الحدود المصرية التي من شأنها أن تضع الفلسطينيين في السيطرة على دخول وخروج الناس" لتحسين الظروف المعيشية للفلسطينيين ومواصلة مفاوضات السلام، وكان الهدف المعلن" دعم التطور الاقتصادي السلمي وتحسين الوضع الإنساني على أرض الواقع". جزء من هذه الاتفاقية كانت المبادئ المتفق عليها بشأن معبر رفح.

## محتوى الاتفاقية
- قرر اتفاق التنقل والعبور أن معبر رفح بين غزة ومصر سيتم فتحه في أقرب وقت ممكن تحت سيطرة السلطة الفلسطينية وتحت إشراف طرف ثالث (هو الاتحاد الأوروبي)، كما سمح للبضائع بالعبور عند معبر المنطار.
- سيتم إنشاء «ممر آمن» بين غزة والضفة الغربية.
- سيتم تخفيض عدد «العقبات التي تعترض الحركة» في الضفة الغربية إلى أقصى حد ممكن لإكمالها بحلول 31 ديسمبر 2005.
- يمكن البدء في بناء ميناء بحري في غزة.
- سيواصل الطرفان المناقشات حول إنشاء مطار.

كما قدمت المبادئ المتفق عليها بشأن معبر رفح تفاصيل بشأن المعبر:-
- يُسمح فقط للأشخاص الذين يحملون بطاقات هوية فلسطينية أو رعايا أجانب، باستثناء فئات معينة خاضعة للرقابة الإسرائيلية، بالدخول والخروج، ويجب على السلطة الفلسطينية إخطار السلطات الإسرائيلية قبل 48 ساعة من عبور شخص من الفئات المستثناة.
- سيتم استخدام معبر رفح لتصدير البضائع إلى مصر مع الخضوع لرقابة صارمة، ويجب أن يتم التخليص على الواردات من قبل موظفي الجمارك في السلطة الفلسطينية في كرم أبو سالم تحت إشراف موظفي الجمارك الإسرائيليين.[2]

## وصلات خارجية
- المبادئ المتفق عليها بشأن معبر رفح - 18 ديسمبر 2017